# Frederic de Hoffmann
Frederic de Hoffmann (Viena, 8 de julho de 1924 – La Jolla, 4 de outubro de 1989) foi um físico nuclear austro-estadunidense que trabalhou no Projeto Manhattan. Chegou nos Estados Unidos em 1941 e graduou-se na Universidade Harvard em 1945 (obteve também um mestrado em 1947 e um doutorado em 1948). Antes da graduação foi enviado para o Laboratório Nacional de Los Alamos em 1944, onde assistiu Edward Teller no desenvolvimento da bomba de hidrogênio.
Após sair de Los Alamos colaborou com Hans Bethe e Silvan Samuel Schweber no livro-texto Mesons and Fields e foi chairman do Committee of Senior Reviewers da Comissão de Energia Atômica dos Estados Unidos. Seu orientador de Ph.D em 1948 foi Julian Schwinger.
Frederic de Hoffmann foi para a General Dynamics em 1955. Neste mesmo ano foi recrutado por John Jay Hopkins para fundar a General Atomics e ser seu primeiro presidente. O propósito desta organização foi fabricar reatores nucleares para a produção de energia, e vendê-los no mercado aberto. No final da década de 1950 organizou o Projeto Orion, um plano para uma espaçonave impulsionada pela explosão de bombas atômicas.
Ajudou  fundar o campus da Universidade da Califórnia em San Diego.
De Hoffmann juntou-se ao Instituto Salk em 1970, sendo seu presidente por 18 anos. Foi também chairman and chief executive officer do Salk Institute Biotechnology-Industry Associates Inc. Quando de Hoffmann aposentou-se em 1988 foi nomeado presidente emérito de instituto. Morreu em 1989 de síndrome da imunodeficiência adquirida (AIDS), que contraiu em 1984 de transfusão de sangue infectado durante uma cirurgia.